# La Manyosa (Granera)
La Manyosa és una masia del terme municipal de Granera, a la comarca catalana del Moianès. Pertany a la parròquia de Sant Martí de Granera, tot i que en èpoques anteriors estigué adscrita a Sant Llogari de Castellet. És una obra inclosa a l'Inventari del Patrimoni Arquitectònic de Catalunya.

## Situació

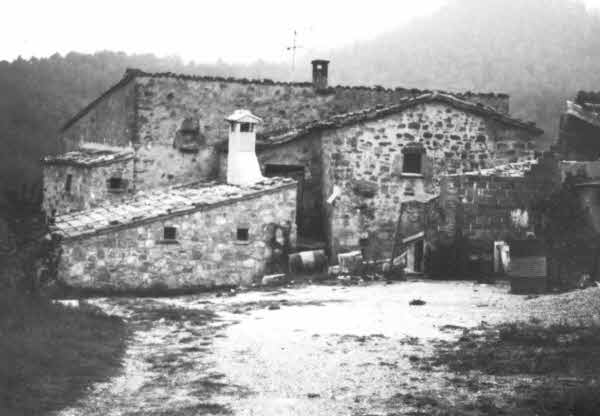
La Manyosa el 1982

Està situada a 729,6 metres d'altitud al sector nord-est del terme, al nord de la Serra Pelada, a l'esquerra del torrent de la Manyosa. Queda al nord-est de la Roca de l'Àliga i al sud-est de la Trona.
S'hi accedeix preferentment pel camí del Marcet a la Manyosa, que arrenca de la carretera BV-1245 en el punt quilomètric 6,150, a ponent del pont del Marcet, des d'on surt el camí rural cap al nord-oest que mena a la Manyosa en 1,6 quilòmetres de bon camí. Modernament s'ha obert un altre camí que des de la Manyosa mena directament a Granera, passant pel repetidor de telecomunicacions del Castellar.
Entre els edificis de la masada, destaca la capella dels Templers (Sant Humbert de la Manyosa), construcció tardomedieval i a ponent de la masia es troba la font de la Manyosa.

## Descripció
La tasca de reconstrucció de l'actual propietari intenta donar al lloc la seva antiga presència. La capella, situada davant mateix de la casa, ha estat copiada de l'original. D'una sola nau i amb absis semicircular. La resta d'edificis, tots molt nous, formen un conjunt de dos nivells constructius diferents de pedra vista amb coberta a dues aigües. Tipus típic de masia rural, per bé que l'interior intenta seguir la tipologia gòtica original.

## Història
Des d'època preromànica es té notícia d'una capella enderrocada per Almansur al segle x. Del segle xi es coneix l'existència d'una altra capella entre els "castrums" de Castellterçol i Granera. Al segle xii passà a ser dels templers. Cap al segle xiv s'amplia i el 1370 Pere III donà i atorgà els privilegis del lloc a la confraria de Ballesters Caçadors de la Ploma. A finals del segle xviii s'eixampla el palau gòtic pel cantó de llevant. Durant el segle xix es malmeten les parts de l'antic palau, així com la parròquia.

## Galeria d'imatges

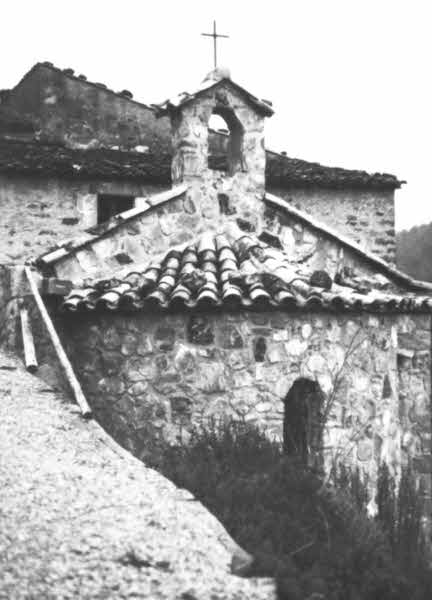
Capella de Sant Humbert de la Manyosa el 1982
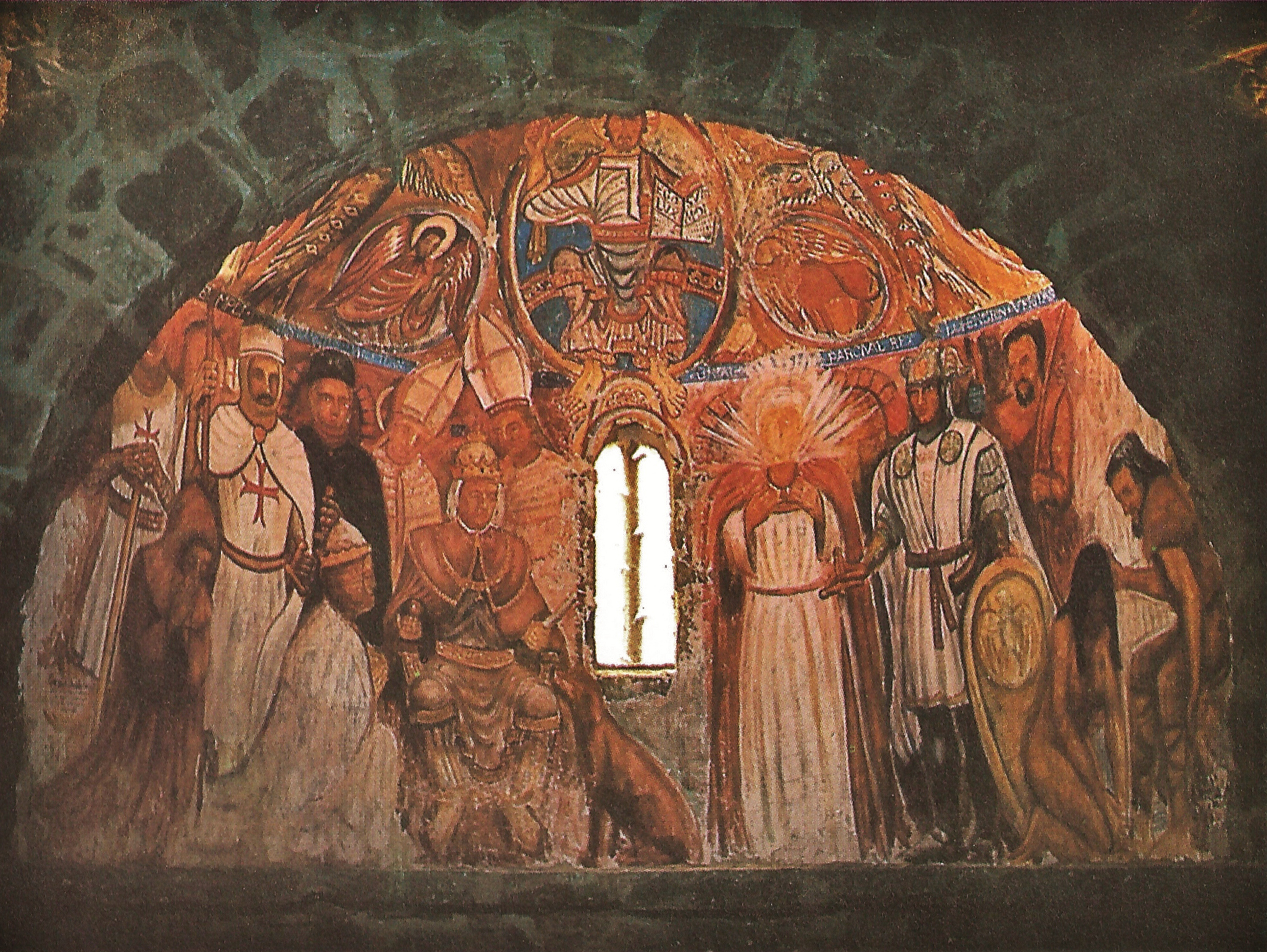
Murals medievalistes de Carles Arola a la capella de Sant Humbert
La Manyosa, respecte del terme de Granera